# Anke Behmer

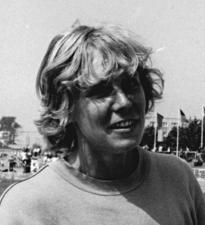
Anke Vater (1983)

Anke Behmer (geb. Vater; * 5. Juni 1961 in Stavenhagen) ist eine ehemalige deutsche Leichtathletin, die – für die DDR startend – in den 1980er Jahren und zu Beginn der 1990er Jahre zu den weltbesten Siebenkämpferinnen gehörte. Anfang der 1980er Jahre arbeitete Behmer als Inoffizielle Mitarbeiterin des Ministeriums für Staatssicherheit (Stasi).

## Leben
1980, nach Einführung des Siebenkampfes, wurde sie die erste DDR-Meisterin. An den Olympischen Spielen 1984 in Los Angeles konnte sie wegen des Boykotts der DDR nicht teilnehmen. 1986 heiratete sie den Neubrandenburger Dreispringer Bodo Behmer und startete seitdem in Wettkämpfen unter ihrem neuen Namen. Ihre größten Erfolge waren der Gewinn der Europameisterschaft 1986 in Stuttgart und die Bronzemedaille bei den Olympischen Spielen 1988 in Seoul mit persönlicher Bestleistung (6858 Punkte, Einzelleistungen: 13,20 s – 1,83 m – 14,20 m – 23,10 s – 6,68 m – 44,54 m – 2:04,20 min). Für den sportlichen Erfolg in Seoul wurde sie mit dem Vaterländischen Verdienstorden in Bronze ausgezeichnet. 1984 erhielt sie diesen Orden in Silber.
Anke Behmer startete für den SC Neubrandenburg und trainierte bei Klaus Baarck. In ihrer Wettkampfzeit war sie 1,74 m groß und wog 62 kg. Seit dem Rücktritt vom aktiven Sport betreibt sie in Neubrandenburg eine Praxis für Physiotherapie.

## Kontroversen
In nach der Friedlichen Revolution öffentlich gewordenen Unterlagen zum Staatsdoping in der DDR fand sich bei den gedopten Sportlerinnen auch der Name von Anke Behmer. Auch wurde bekannt, dass sie von 1980 bis 1985 unter dem Decknamen „Marion Albrecht“ als Inoffizielle Mitarbeiterin Ministeriums für Staatssicherheit gearbeitet hatte. Trotzdem wurde Behmer 2025 im Zentrum von Neubrandenburg mit einer Bronzeplakette auf dem „Walk of Sport“ geehrt. Die Vereinigung der Opfer des Stalinismus kritisierte, dass die nach dem Ende der DDR ans Licht gekommenen Dokumente über das Staatsdoping einen Schatten auf die Leistungen vieler Athleten werfen würden, „einschließlich Anke Behmer, deren Name in diesen Berichten aufgeführt wird“. Auch Behmers Rolle als Inoffizielle Stasi-Mitarbeiterin wurde diesbezüglich thematisiert. Der parteilose Oberbürgermeister von Neubrandenburg Silvio Witt verteidigte die Ehrung Witts. Im Gespräch mit dem Tagesspiegel sagte er: „Titel ist Titel. Und ich bin weder eine Sportgerichtsbarkeit noch ein Moralinstanz.“

## Weitere Erfolge im Siebenkampf
- 1982, Europameisterschaften: Platz 4 (6389 Punkte)
- 1983, Weltmeisterschaften: Platz 3 (6532 Punkte)
- 1986, Europameisterschaften: Platz 1 (6717 Punkte, Einzelleistungen: 13,25 s – 1,77 m – 14,50 m – 23,46 s – 6,79 m – 40,24 m – 2:03,96 min)
- 1987, Weltmeisterschaften: Platz 4 (6460 Punkte)